# Polch
Polch település Németországban, Rajna-vidék-Pfalz tartományban. Lakosainak száma 6930 fő (2023. december 31.).

## Népesség
A település népességének változása:
| Lakosok száma | 3728 | 6829 | 6821 | 6939 | 6976 | 6930 |
|               | 1975 | 2017 | 2019 | 2021 | 2022 | 2023 |